# Тюнин, Никита Борисович
Никита Борисович Тюнин (род. 10 июля 1974, Сочи, Краснодарский край) — российский актёр.
Родился в городе Сочи, в семье инженера и врача. С 1976 года его семья живёт в подмосковном Троицке. Родной младший брат актрисы Галины Тюниной. Заслуженный артист Российской Федерации (2024).
Окончил ГИТИС (1995), ученик Андрея Гончарова, под руководством которого затем работал в Московском театре имени Маяковского. В 1997—2003 годах учился в лаборатории и играл в театре «Школа драматического искусства», участвовал в постановках «Пушкинский утренник», «Моцарт и Сальери», «Илиада», «Из путешествия Онегина».

## Театр
С 2005 года в труппе «Мастерской Петра Фоменко». Основные роли: «Носорог» (мсье Папийон), «Одна абсолютно счастливая деревня» (Тракторист), «Сказка Арденнского леса» (герцог Фредерик), «Триптих» (Филька-Васька)
«После занавеса» (Лука).

### Театральные работы
- «Пушкинский утренник»
- «Моцарт и Сальери»
- «Илиада»
- «Из путешествия Онегина»
- «Розенкранц и Гильденстерн мёртвы» — Альфред (театр им. Вл. Маяковского)
- «Носорог» — Мсье Папийон (театр «Мастерская Петра Фоменко»)
- «Голая пионерка» — Ростислав Овецкий (реж. К. Серебренников, театр «Современник»)
- «Одна абсолютно счастливая деревня» —Тракторист (реж. П. Фоменко, театр «Мастерская Петра Фоменко»)
- «Сказки Арденнского леса» — Герцог Фредерик (реж. П. Фоменко, театр «Мастерская Петра Фоменко»)

## Кино
В кино Никита Тюнин дебютировал в 1985 году, в картине «Долгая память» в главной роли.
Среди ролей в кино — Алёша в «Страна глухих», капитан Сирота в телесериале «Смерть шпионам!».

### Фильмография
- Долгая память (1985) — главная роль (Володя Дубинин)[3].
- Осенняя встреча (1986)
- Музыкальная смена (1987)
- Гу-га (1989)
- Хэлп ми (1992)
- Настя (1993) эпизод
- Незабудки (1994) — главная роль (Володя)
- Страна глухих (1998) — Алексей, страстный игрок
- Next 2 (2002) — охранник в супермаркете
- Марш Турецкого — 2 (2002) — Гера (серия «Оборотень»)
- Тотализатор (2003) — Тынянов
- Дети Арбата (2004) — эпизод
- Строптивая мишень (2004)— Алексей Никитин
- Смерть шпионам! (Россия, Украина) (2007) — главная роль (Иван Петрович Сирота, капитан СМЕРШа)
- Нижняя Каледония (2008) главная роль: Ворсин
- Смерть шпионам. Крым (Россия, Украина) (2008) — главная роль (Иван Петрович Сирота, майор СМЕРШа)
- Раскоп (2014) ― Самородов
- Коллектор (2016)
- Переговорщик (2022) — Дмитрий Стуруа

### Озвучивание мультфильмов
- 2010 — Метель